# Koren Robinson
Pour les articles homonymes, voir Robinson.
(en) Statistiques sur pro-football-reference
Koren Lynard Robinson (né le 19 mars 1980 à Belmont en Caroline du Nord) est un joueur américain de football américain, qui a joué au poste de wide receiver dans la National Football League (NFL) pendant huit saisons.
Il a joué au football universitaire pour l'Université de Caroline du Nord.
Sélectionné en neuvième choix par les Seahawks de Seattle lors de la draft 2001 de la NFL, il a également joué pour les Vikings du Minnesota et les Packers de Green Bay avant de revenir chez les Seahawks.
Il est sélectionné pour le Pro Bowl 2006 avec les Vikings.

## Carrière professionnelle

### Premier séjour avec les Seahawks
Les Seahawks de Seattle choisissent Robinson en 9e choix global lors de la draft 2001 de la NFL. Robinson est libéré après avoir violé à plusieurs reprises les règles de la NFL relatives à l'abus de substance (drogues). Son entraîneur, Mike Holmgren,  a accepté cette décision car plusieurs chances avaient été données à Robinson, celui-ci malgré n'ayant pas changé de comportement malgré les excuses et promesses qu'il avait faites.

### Vikings du Minnesota
Robinson est signé par les Vikings du Minnesota après avoir été libéré par Seattle. Il reçoit un rôle limité chez les Vikings étant nommé au poste de kick returner. C'est sa première expérience à cette position mais malgré cela il réussit à se qualifier pour le Pro Bowl 2005. Cependant au printemps 2006, il retombe dans ses travers. Il est impliqué dans une course poursuite à haute vitesse et les Vikings le libèrent.

### Packers de Green Bay
En septembre 2006, Robinson est signé par les Packers de Green Bay à la demande du quarterback Brett Favre et du GM Ted Thompson (ancien membre de l'exécutif des Seahawks l'ayant choisi lors de la draft 2001). Après seulement quatre matches, Robinson est suspendu pour un an par la NFL, celui-ci ayant été condamné dans l’affaire de la course poursuite du printemps 2006. Il s'agit de sa troisième violation des règles NFL en matière de toxicomanie. Pendant sa suspension, Robinson maintient sa condition physique avec l'entraîneur de Favre. Robinson est rétabli par le Commissaire Goodell en octobre 2007 et il termine la saison 2007 avec 21 réceptions pour 241 yards et un touchdown. Son seul touchdown est inscrit contre les Lions de Détroit le 30 décembre 2007.
Les Packers choisissent deux receveurs plus jeunes lors de la draft 2008 de la NFL. Robinson est jugé insuffisant et les Packers le libèrent le 9 mai 2008. Le directeur général Ted Thompson dit, "je pense beaucoup de bien de Koren. Je suis très fier d'être en mesure de le voir changer les choses. C'est un vrai professionnel. Il nous a aidé dans le vestiaire. Il a aidé les jeunes gens pour qu'ils apprennent à devenir des pros".

### Deuxième séjour avec les Seahawks
Le 16 septembre 2008, les Seahawks ayant un grand nombre de blessés au poste de wide receiver, ils.signent Robinson. Lors de son deuxième séjour avec les Seahawks, le 2 novembre 2008 contre les Eagles de Philadelphie au Qwest Field de Seattle, Robinson va battre le record de la plus longue réception de l'histoire de la franchise : le quarterback remplaçant, Seneca Wallace, lance une passe vers Robinson lequel depuis la ligne de scrimmage court sur 90 yards et inscrit le touchdown dès la première attaque des Seahawks. Cette action est également la plus longue passe dans l'histoire de l'équipe. Le 26 janvier 2009, Pro Football Weekly rapporte que Robinson ne sera pas conservé par les Seahawks en raison d'une blessure chronique au genou.

### Tuskers de Floride
Robinson est signé par les Floride Tuskers de la United Football League, le 3 septembre 2009.

### Sentinelles de New York
Robinson est échangé avec les Sentinelles de New York mais il est suspendu par ceux-ci le 31 octobre pour ne pas avoir participé aux réunions d'équipe.

## Statistiques NFL
| Année | Équipe               | MJ | Nbr. | Yds  | Moy. | Yds/M | + Long | TD | 20+ | 40+ | 1st | Fumbles |
| ----- | -------------------- | -- | ---- | ---- | ---- | ----- | ------ | -- | --- | --- | --- | ------- |
| 2008  | Seahawks de Seattle  | 12 | 31   | 400  | 12,9 | 33,3  | 90T    | 2  | 3   | 1   | 22  | 0       |
|       |                      |    |      |      |      |       |        |    |     |     |     |         |
| 2007  | Packers de Green Bay | 9  | 21   | 241  | 11,5 | 26,8  | 43     | 1  | 3   | 1   | 11  | 0       |
|       |                      |    |      |      |      |       |        |    |     |     |     |         |
| 2006  | Packers de Green Bay | 4  | 7    | 89   | 12,7 | 22,2  | 24     | 0  | 1   | 0   | 6   | 0       |
|       |                      |    |      |      |      |       |        |    |     |     |     |         |
| 2005  | Vikings du Minnesota | 14 | 22   | 347  | 15,8 | 24,8  | 80T    | 1  | 5   | 3   | 10  | 0       |
|       |                      |    |      |      |      |       |        |    |     |     |     |         |
| 2004  | Seahawks de Seattle  | 10 | 31   | 495  | 16   | 49,5  | 33     | 2  | 10  | 0   | 23  | 0       |
|       |                      |    |      |      |      |       |        |    |     |     |     |         |
| 2003  | Seahawks de Seattle  | 15 | 65   | 896  | 13,8 | 59,7  | 38T    | 4  | 14  | 0   | 39  | 1       |
|       |                      |    |      |      |      |       |        |    |     |     |     |         |
| 2002  | Seahawks de Seattle  | 16 | 78   | 1240 | 15,9 | 77,5  | 83     | 5  | 19  | 4   | 58  | 2       |
|       |                      |    |      |      |      |       |        |    |     |     |     |         |
| 2001  | Seahawks de Seattle  | 16 | 39   | 536  | 13,7 | 33,5  | 42     | 1  | 8   | 2   | 25  | 2       |
|       |                      |    |      |      |      |       |        |    |     |     |     |         |
| TOTAL | TOTAL                | 96 | 294  | 4244 | 14,4 | 44,2  | 90     | 16 | 63  | 11  | 194 | 5       |

| Année | Équipe               | MJ | Nbr. | Nbr./M | Yds | Moy. | Yds/M | TD | + Long | 1er | 1er % | 20+ | 40+ | Fumbles |
| ----- | -------------------- | -- | ---- | ------ | --- | ---- | ----- | -- | ------ | --- | ----- | --- | --- | ------- |
| 2008  | Seahawks de Seattle  | 12 | 1    | 0,1    | -4  | -4.0 | -0,3  | 0  | -4     | 0   | 0     | 0   | 0   | 0       |
|       |                      |    |      |        |     |      |       |    |        |     |       |     |     |         |
| 2007  | Packers de Green Bay | 9  | 1    | 0,1    | 5   | 5.0  | 0,6   | 0  | 5      | 0   | 0     | 0   | 0   | 0       |
|       |                      |    |      |        |     |      |       |    |        |     |       |     |     |         |
| 2006  | Packers de Green Bay | 4  | --   | 0      | --  | --   | --    | -- | --     | --  | --    | --  | --  | --      |
|       |                      |    |      |        |     |      |       |    |        |     |       |     |     |         |
| 2005  | Vikings du Minnesota | 14 | 4    | 0,3    | 27  | 6,8  | 1,9   | 1  | 13T    | 1   | 25    | 0   | 0   | 0       |
|       |                      |    |      |        |     |      |       |    |        |     |       |     |     |         |
| 2004  | Seahawks de Seattle  | 10 | 1    | 0,1    | 3   | 3    | 0,3   | 0  | 3      | 0   | 0     | 0   | 0   | 0       |
|       |                      |    |      |        |     |      |       |    |        |     |       |     |     |         |
| 2003  | Seahawks de Seattle  | 15 | 4    | 0,3    | 15  | 3,8  | 1     | 0  | 16     | 2   | 50    | 0   | 0   | 0       |
|       |                      |    |      |        |     |      |       |    |        |     |       |     |     |         |
| 2002  | Seahawks de Seattle  | 16 | 8    | 0,5    | 56  | 7    | 3,5   | 0  | 20     | 3   | 37,5  | 1   | 0   | 0       |
|       |                      |    |      |        |     |      |       |    |        |     |       |     |     |         |
| 2001  | Seahawks de Seattle  | 16 | 4    | 0,2    | 13  | 3,3  | 0,8   | 0  | 6      | 0   | 0     | 0   | 0   | 0       |
|       |                      |    |      |        |     |      |       |    |        |     |       |     |     |         |
| TOTAL | TOTAL                | 96 | 23   | 0,2    | 115 | 5    | 1,2   | 1  | 20     | 6   | 26,1  | 1   | 0   | 0       |

| Année | Équipe               | MJ | Nbr. | Yds  | Moy. | + Long | TD | 20+ | 40+ | FC | Fumbles |
| ----- | -------------------- | -- | ---- | ---- | ---- | ------ | -- | --- | --- | -- | ------- |
| 2008  | Seahawks de Seattle  | 12 | --   | --   | --   | --     | -- | --  | --  | -- | --      |
|       |                      |    |      |      |      |        |    |     |     |    |         |
| 2007  | Packers de Green Bay | 9  | 25   | 596  | 23,8 | 67     | 0  | 15  | 3   | 0  | 0       |
|       |                      |    |      |      |      |        |    |     |     |    |         |
| 2006  | Packers de Green Bay | 4  | 12   | 253  | 21,1 | 31     | 0  | 6   | 0   | 0  | 0       |
|       |                      |    |      |      |      |        |    |     |     |    |         |
| 2005  | Vikings du Minnesota | 14 | 47   | 1221 | 26   | 86T    | 1  | 31  | 7   | 0  | 1       |
|       |                      |    |      |      |      |        |    |     |     |    |         |
| 2004  | Seahawks de Seattle  | 10 | --   | --   | --   | --     | -- | --  | --  | -- | --      |
|       |                      |    |      |      |      |        |    |     |     |    |         |
| 2003  | Seahawks de Seattle  | 15 | --   | --   | --   | --     | -- | --  | --  | -- | --      |
|       |                      |    |      |      |      |        |    |     |     |    |         |
| 2002  | Seahawks de Seattle  | 16 | --   | --   | --   | --     | -- | --  | --  | -- | --      |
|       |                      |    |      |      |      |        |    |     |     |    |         |
| 2001  | Seahawks de Seattle  | 16 | --   | --   | --   | --     | -- | --  | --  | -- | --      |
|       |                      |    |      |      |      |        |    |     |     |    |         |
| TOTAL | TOTAL                | 96 | 84   | 2070 | 24,6 | 86     | 1  | 52  | 10  | 0  | 1       |

| Année | Équipe               | MJ | Nbr. | Y/Ret. | Moy. | + Long | TD | 20+ | 40+ | FC | Fumbles |
| ----- | -------------------- | -- | ---- | ------ | ---- | ------ | -- | --- | --- | -- | ------- |
| 2008  | Seahawks de Seattle  | 12 | --   | --     | --   | --     | -- | --  | --  | -- | --      |
|       |                      |    |      |        |      |        |    |     |     |    |         |
| 2007  | Packers de Green Bay | 9  | --   | --     | --   | --     | -- | --  | --  | -- | --      |
|       |                      |    |      |        |      |        |    |     |     |    |         |
| 2006  | Packers de Green Bay | 4  | --   | --     | --   | --     | -- | --  | --  | -- | --      |
|       |                      |    |      |        |      |        |    |     |     |    |         |
| 2005  | Vikings du Minnesota | 14 | 2    | 0      | 0    | 0      | 0  | 0   | 0   | 0  | 1       |
|       |                      |    |      |        |      |        |    |     |     |    |         |
| 2004  | Seahawks de Seattle  | 10 | --   | --     | --   | --     | -- | --  | --  | -- | --      |
|       |                      |    |      |        |      |        |    |     |     |    |         |
| 2003  | Seahawks de Seattle  | 15 | --   | --     | --   | --     | -- | --  | --  | -- | --      |
|       |                      |    |      |        |      |        |    |     |     |    |         |
| 2002  | Seahawks de Seattle  | 16 | --   | --     | --   | --     | -- | --  | --  | -- | --      |
|       |                      |    |      |        |      |        |    |     |     |    |         |
| 2001  | Seahawks de Seattle  | 16 | --   | --     | --   | --     | -- | --  | --  | -- | --      |
|       |                      |    |      |        |      |        |    |     |     |    |         |
| TOTAL | TOTAL                | 96 | 2    | 0      | 0.0  | 0      | 0  | 0   | 0   | 0  | 1       |

|       |                      |    | Tackles | Tackles | Tackles |      |        | Interceptions | Interceptions | Interceptions | Interceptions | Interceptions | Interceptions |
| Année | Équipe               | MJ | Nbr.    | Solo    | Assisté | Sack | Savety | P. Déf.       | Int.          | TDs           | Yds           | Moy.          | + Long        |
| 2008  | Seahawks de Seattle  | 12 | 2       | 2       | 0       | 0    | 0      | 0             | --            | --            | --            | 0             | --            |
|       |                      |    |         |         |         |      |        |               |               |               |               |               |               |
| 2007  | Packers de Green Bay | 9  | 2       | 2       | 0       | 0    | 0      | 0             | --            | --            | --            | 0             | --            |
|       |                      |    |         |         |         |      |        |               |               |               |               |               |               |
| 2006  | Packers de Green Bay | 4  | 0       | --      | --      | --   | --     | --            | --            | --            | --            | 0             | --            |
|       |                      |    |         |         |         |      |        |               |               |               |               |               |               |
| 2005  | Vikings du Minnesota | 14 | 0       | --      | --      | --   | 0      | --            | --            | --            | --            | 0             | --            |
|       |                      |    |         |         |         |      |        |               |               |               |               |               |               |
| 2004  | Seahawks de Seattle  | 10 | 1       | 1       | 0       | 0    | 0      | 0             | --            | --            | --            | 0             | --            |
|       |                      |    |         |         |         |      |        |               |               |               |               |               |               |
| 2003  | Seahawks de Seattle  | 15 | 4       | 4       | 0       | 0    | 0      | 0             | --            | --            | --            | 0             | --            |
|       |                      |    |         |         |         |      |        |               |               |               |               |               |               |
| 2002  | Seahawks de Seattle  | 16 | 9       | 9       | 0       | 0    | 0      | 0             | --            | --            | --            | 0             | --            |
|       |                      |    |         |         |         |      |        |               |               |               |               |               |               |
| 2001  | Seahawks de Seattle  | 16 | 0       | --      | --      | --   | 0      | --            | --            | --            | --            | 0             | --            |
|       |                      |    |         |         |         |      |        |               |               |               |               |               |               |
| TOTAL | TOTAL                | 96 | 18      | 18      | 0       | 0    | 0      | 0             | 0             | 0             | 0             | --            | 0             |

| Année | Équipe               | MJ | Nbr. | Perdu | F.Forcé | Réc. | Yds | TD | Savety |
| ----- | -------------------- | -- | ---- | ----- | ------- | ---- | --- | -- | ------ |
| 2008  | Seahawks de Seattle  | 12 | --   | --    | 0       | --   | --  | -- | --     |
|       |                      |    |      |       |         |      |     |    |        |
| 2007  | Packers de Green Bay | 9  | --   | --    | 0       | --   | --  | -- | --     |
|       |                      |    |      |       |         |      |     |    |        |
| 2006  | Packers de Green Bay | 4  | --   | --    | --      | --   | --  | -- | --     |
|       |                      |    |      |       |         |      |     |    |        |
| 2005  | Vikings du Minnesota | 14 | 2    | 1     | --      | --   | --  | -- | 0      |
|       |                      |    |      |       |         |      |     |    |        |
| 2004  | Seahawks de Seattle  | 10 | --   | --    | 0       | --   | --  | -- | --     |
|       |                      |    |      |       |         |      |     |    |        |
| 2003  | Seahawks de Seattle  | 15 | 1    | 1     | 0       | 1    | 0   | -- | 0      |
|       |                      |    |      |       |         |      |     |    |        |
| 2002  | Seahawks de Seattle  | 16 | 2    | 0     | 0       | 2    | 0   | -- | 0      |
|       |                      |    |      |       |         |      |     |    |        |
| 2001  | Seahawks de Seattle  | 16 | 2    | 0     | --      | 1    | -3  | -- | 0      |
|       |                      |    |      |       |         |      |     |    |        |
| TOTAL | TOTAL                | 96 | 7    | 2     | 0       | 4    | -3  | 0  | 0      |

## Vie privée
Robinson est arrêté pour conduite en état d'ivresse en mai 2005, et plaide coupable à une accusation de conduite sous l'influence. Avant cela, il est également suspendu pour quatre matchs pour violation de la politique de toxicomanie en 2004 et suit un programme de réhabilitation durant l'intersaison. Il est par la suite libérés par les Seahawks. Le 1er août 2005, Robinson s'inscrit lui-même dans une cure de désintoxication de 28 jours en Caroline du Sud. Par la suite, Robinson est acquis par les Vikings pour la saison 2005.
Au cours de la saison 2005 éclate le scandale de al croisière des Vikings, Robinson est en colère contre le Star Tribune qui l'associe avec l'incident en disant "Je n'étais pas là, autant que l'ensemble de la situation, je sais juste que je n'étais pas sur le bateau, et je ne veux pas m'impliquer. Je ne veux pas que mon nom soit cité en raison de ce que j'ai vécu et de ce que je fais toujours de travers. Donc, pour que mon nom soit cité comme ça, c'est juste fou et bouleversant, parce que je ne veux pas que quelqu'un me regarde de travers, parce que je n'avais rien à voir avec ça".
Le 6 juillet 2006, l'agent de Koren Robinson, Alvin Quilles, déclare à la presse que Koren est entré de nouveau dans le centre de réadaptation de Caroline du Sud, mais qu'il n'a rien fait de mal et qu'il ne souhaite pas entrer dans les détails. Lorsque Koren en entend parler dans les nouvelles, il est en colère, et nie qu'il était en cure de désintoxication et dit ne pas avoir de rechute. Koren a dit qu'il y est juste allé pour quelques cours de prévention de la rechute pour s'assurer que ses problèmes d'alcool ne reviennent pas.
Le mardi 19 août 2006, pendant la pré-saison, il est signalé que Robinson est de nouveau arrêté et incarcéré pour "conduite en état d'ébriété". C'est le jour après qu'il est salué par ESPN' Joe Theisman et beaucoup d'autres dans la presse pour sa démarche "proactive" dans la lutte contre l'alcool. Il est arrêté à 10 h 45, juste avant qu'il est censé être de retour au camp d'entraînement à Mankato, Minnesota. Des accusations de conduite en état d'ivresse, de délit de fuite, de conduite dangereuse, de conduite sans permis valide sont en instance de jugement en août 2006. Le rapport de police dit qu'il est chronométré à plus de 100 km/h et il est accusé d'avoir une alcoolémie de 0,11 (0,08 est la limite légale dans le Minnesota.) Il est rapporté plus tard que cinq jours avant cette arrestation Koren reçoit une citation dans la même rue pour conduite sans permis, et cela une heure après le couvre-feu du camp d'entraînement.
Robinson est libéré par les Vikings, le samedi 26 août 2006. La décision des Vikings vient du fait que Robinson et son agent déposent un grief syndical après que l'accord de négociation collective interdit aux équipes de libérer les joueurs pour des raisons disciplinaires. Le 23 janvier 2007 Robinson parvient à un accord avec les procureurs pour être condamné pour un seul délit dans l'affaire de la poursuite à haute vitesse en août 2006. En échange du plaidoyer Alford de Robinson, les procureurs rejettent sept moindres charges liés à la conduite en état d'ivresse, la conduite dangereuse et la conduite sans permis.
Le 20 février 2007, Robinson est condamné à 90 jours de prison pour délit de fuite en août 2006. Il purge la peine en même temps qu'il sert 90 jours de service communautaire pour violation de sa probation dans un autre cas de conduite en état d'ivresse à Kirkland, Washington., l'année précédente. Robinson sera en probation pour trois ans et doit également prester 80 heures de service communautaire et payer une amende de 1 500 $. Le 17 octobre 2007 Robinson est rétabli avec la NFL. Il reprend l'entraînement avec les Packers de Green Bay immédiatement. Depuis août 2007, il s'entraînait dans l'Arizona avec l'entraîneur personnel de Brett Favre, Ken Croner, en préparation pour le rétablissement. Le 30 octobre 2007, Robinson est activé par les Packers pour prendre la place libérée par DeShawn Wynn, qui est placé sur la liste des blessés.